# 県道165号 (台湾)
県道165号（けんどう165ごう）は、嘉義県中埔郷から台南市官田区を結ぶ、全長37.107kmの台湾の県道である。県道172号と県道174号のそれぞれと重複区間がある。

## 通過する自治体
- 嘉義県
  - 中埔郷
  - 水上郷
- 台南市
  - 白河区
  - 東山区
  - 柳営区
  - 六甲区
  - 官田区

## 接続する道路
- 台18線
- 台82線（インターチェンジ）
- 県道168号
- 市道172甲線
- 市道172号
- 市道172号
- 市道174号
- 市道174号
- 台1線

## 施設
- 嘉義インターチェンジ
- 忠和国小学校
- 内角国小学校
- 白河国中学校
- 東山国小学校
- 東山国中学校
- 果毅国小学校
- 六甲国小学校
- 宮田国小学校
- 陽明高級工商職業学校